# Château de Karasuyama
Le château de Karasuyama (烏山城, Karasuyama -jō) est un château japonais situé à Nasukarasuyama au nord de la préfecture de Tochigi. À la fin de l'époque d'Edo, le château de Karasuyama héberge une branche du clan Ōkubo, daimyō du  domaine de Karasuyama. Il est aussi appelé le Château cactus  (臥牛, Gagyu- jō)

## Histoire
Construit par Nasu Sukeshige en 1481, le château de Karasuyama sert de résidence principale au clan Nasu de 1514 jusqu'à la fin de l'époque Sengoku. La forteresse résiste à plusieurs attaques menées par le clan Satake et autres ennemis des Nasu mais n'est jamais pris d'assaut. Cependant, en 1590, en partie pour ne pas avoir participé à la bataille d'Odawara de 1590, Toyotomi Hideyoshi divise les possessions des Nasu et attribue temporairement leur château ancestral à Oda Nobukatsu, un des fils survivants d'Oda Nobunaga.
À la création du shogunat Tokugawa, le château devient le centre du domaine de Karasuyama aux revenus annuels de 20,000 koku, domaine dirigé par une succession de daimyo de divers clans (Narita, Matsushita, Hori et Itakura) avant d'être attribué en 1725 à une branche cadette du clan Ōkubo. La plupart des bâtiments du château sont reconstruits en 1659 par Hori Chikayoshi, y compris la résidence principale du daimyo San-no-Maru Goten, et la plupart des portes du château.
La guerre de Boshin contourne Karasuyama qui prend le parti de la cause impériale. Le château est abandonné en 1869 et en 1872 le palais San-no-maru s'effondre en raison du poids de la neige accumulée. En 1873, un incendie détruit les structures restantes. Le site est maintenant un parc avec des murs de pierre restants et des remparts de terre.
À la suite de la création du gouvernement de Meiji, les bâtiments restants du château sont détruits en 1871. De nos jours, le site de l'ancien château est un parc public.

## Source de la traduction
- (en) Cet article est partiellement ou en totalité issu de l’article de Wikipédia en anglais intitulé « Karasuyama Castle » (voir la liste des auteurs).